# Sue Smith
Susan Jane „Sue“ Smith (* 24. November 1979 in Prescot) ist eine ehemalige englische Fußballspielerin.

## Karriere

### Vereine
Seit sie ein Teenager war spielte „Sue“, wie sie gerufen wurde, für die Tranmere Rovers – bis ins Jahr 2002. Nach Angeboten mehrerer Spitzenvereine, entschied sie sich für Leeds United, für den sie bis zum Saisonende 2009/10 spielte. Nachdem ihr Verein kein Startplatz für die neue FA Women’s Super League zugesprochen wurde, begab sich Smith nach Lincoln zum Lincoln Ladies FC. Nach nur einer Saison, in der sie zwei Tore in 14 Punktspielen erzielte, wechselte sie zu den Doncaster Belles, der Frauenfußballmannschaft der Doncaster Rovers und blieb dort bis zum Ende ihrer Spielerkarriere nach Abschluss der Saison 2017/18.

### Nationalmannschaft
Am 27. Februar 1997 debütierte sie in der Nationalmannschaft, die das in Freundschaft ausgetragene Länderspiel in Preston gegen die Nationalmannschaft Deutschlands mit 4:6 verlor; sie erzielte in der 87. Minute den Anschlusstreffer zum 4:5. Anlässlich der Gruppenauslosung für die Weltmeisterschaft 1999 gehörte sie der FIFA-Weltauswahl an, die das inoffizielle Länderspiel gegen die US-amerikanische Nationalmannschaft am 14. Februar 1999 im kalifornischen San José mit 2:1 gewann. Ihr größter Moment in der Nationalmannschaft war jener, als ihr am 21. März 2001 in Luton ein Hattrick beim 4:2-Sieg im Freundschaftsspiel gegen die Nationalmannschaft Spaniens gelang. Sie nahm mit ihrer Mannschaft an den Europameisterschaften 2001 in Deutschland und 2009 in Finnland teil. Schied sie mit ihr 2001 nach drei Spielen in der Gruppe A aus dem Turnier aus, so gelangte ihre Mannschaft 2009 bis in Finale, das jedoch mit 2:6 gegen die Nationalmannschaft Deutschlands verloren wurde. Sie bestritt bis dahin alle Turnierspiele außer dem Finale. Mit der Nationalmannschaft nahm sie an der Weltmeisterschaft 2007 teil und wurde einzig im letzten Spiel der Gruppe A beim 6:1-Sieg über die Nationalmannschaft Argentiniens eingesetzt.

## Auszeichnung
In den Jahren 1999 und 2001 wurde Smith mit dem Nationwide International Player of the Year Award geehrt.